# 5-й повітрянодесантний корпус (СРСР)
5-й повітрянодесантний корпус (5 ПДК) — повітрянодесантний корпус, військове об'єднання повітрянодесантних військ Радянського Союзу за часів Другої світової війни.

## Командування
- Командири:
- полковник Безуглий І. С. (23 червня — 5 грудня 1941 року);
- Герой Радянського Союзу полковник, з 3 травня 1942 — генерал-майор Гур'єв С. С. (6 грудня 1941 — 17 серпня 1942).

## Відео
- Освободители. Воздушный десант (рос.)